# Psaliodes monapo
Psaliodes monapo är en fjärilsart som beskrevs av Dyar 1916. Psaliodes monapo ingår i släktet Psaliodes och familjen mätare. Inga underarter finns listade i Catalogue of Life.